# 중화민국 중앙은행
중화민국 중앙은행(중국어: 中華民國中央銀行, Central Bank of the Republic of China (Taiwan))은 중화민국 (대만)의 중앙은행이자, 유일한 정부산하 은행이다. 비슷한 정부 산하의 은행인 대만은행과는 성격이 다르다.
신 대만 달러의 가치의 유지 등 중화민국 경제에 중요한 역할을 맡고 있다. 1928년 11월 1일 상하이에서 설립되어 현재에 이르고 있다.

## 역사
중화민국 중앙은행은 1928년 11월 1일 상하이시에서 설립되었다. 1949년 국공 내전 이후 중화민국 정부가 대만으로 이전(국부천대)하자, 중화민국 중앙은행도 본부를 대만 지역으로 이전하였다. 그러나, 타이완 지구에서 중앙은행의 역할은 사실상 대만은행(臺灣銀行)이 맡고 있어서, 중화민국 중앙은행은 빈 껍데기에 지나지 않았다. 1961년 7월 1일에 대만은행이 대행하고 있던 업무가 중화민국 중앙은행으로 이관되면서 실질적인 중앙은행으로써 업무를 개시하였다. 1979년 11월 중앙은행법이 제정되어 중화민국 행정원 산하 기관으로 개편되었다.

## 같이 보기
- 대만은행
- 신 대만 달러